# Raffaella Carrà
Raffaella Carrà, nom artístic de Raffaella Maria Roberta Pelloni (Bolonya el 18 de juny de 1943 - Roma, 5 de juliol de 2021), fou una famosa presentadora de televisió, cantant i actriu italiana. És coneguda principalment al seu país natal, Itàlia, i a Espanya i Iberoamèrica, on va presentar nombrosos programes televisius d'èxit durant les dècades passades, la majoria dels quals a la cadena pública italiana RAI i a l'espanyola TVE. És considerada «La Diva italiana», i recordada pel caràcter de dona forta i independent que es declarava públicament comunista i feminista. Va mantenir el seu nom pel pintor i arquitecte renaixentista Rafael i va escollir el cognom pel pintor Carlo Carrà.

## Biografia

### Dècada de 1960
Nascuda al si d'una família de classe mitjana, Raffaella va començar la seva incursió al món de l'art gairebé per accident en un viatge amb la seva mare a Roma. Va ser llavors quan, a través d'un amic de la família, un director la va elegir per la seva simpatia per a un petit paper a la pel·lícula Tormento del passato als 9 anys. Posteriorment, i de tornada a Bolonya, Raffaella s'inscriu, als 15 anys, a l'Institut de Cinematografia i prossegueix amb la seva educació i formació com a ballarina. Finalment, després de papers petits i mitjans en més d'una quinzena de pel·lícules italianes, Raffaella dona el salt que iniciarà la seva carrera. El 1965 la italiana viatja als Estats Units, on apareixerà en seu primer film de Hollywood. Havent firmat un contracte amb la FOX i seguint els passos de les seves compatriotes Gina Lollobrigida, Sophia Loren i Virna Lisi, la Carrà va aparèixer a la pel·lícula Von Ryan's Express de 1965, al costat de Frank Sinatra, Edward Mulhare i Trevor Howard.
Encara que aviat Hollywood va notar la seva presència i Raffaella va prosseguir amb la seva carrera apareixent en altres pel·lícules, la vida que portava a Los Angeles no era el que esperava i va tornar a Itàlia. Al seu retorn a Europa, van venir més pel·lícules italianes, franceses i, fins i tot, una coproducció alemanya amb l'actor còmic Lando Buzzanca, així com el film I compagni, sota la direcció de Mario Monicelli.
Fascinada per l'opulència del Lido de París i enlluernada pels nous conceptes que arribaven a través de musicals com Hair, Raffaella va tornar a Itàlia amb el cap ple de noves idees. Així, en rebre l'oferiment de participar en el programa del francès Nino Ferrer, Carrà accepta amb la condició de poder usar tres minuts d'emissió per fer el que volgués. Així, amb despreocupació i una gràcia única, Raffaella va trencar amb l'esquema de la cantant o ballarina estàtica i formal. Es movia, sacsejava el cap d'una manera mai no vista (que després seria el seu segell), i va resultar d'un èxit immediat.

### Dècada de 1970
Canzonissima 1970 serà el programa que acabarà consolidant-la com una estrella a Itàlia i és llavors quan Raffaella comença a explotar també la seva faceta de cantant amb el seu primer disc Raffaella (1970). L'èxit i l'escàndol no es fan esperar. Hi havia una cosa que mai no s'havia mostrat a la televisió pública de la península Itàlica: el melic.
Una vegada consolidada la seva carrera amb l'èxit de Canzonissima (programa que continua en l'edició de 1971), l'ara famosa cantant surt de gira per tot Itàlia amb els èxits que ja començaven a sonar a les discoteques. Però després de gairebé un any recorrent el país, Raffaella torna a la TV més atrafegada que mai. Canzonissima 1974 ja no comptarà amb la conducció del popular presentador Corrado Mantoni, sinó que serà només responsabilitat de Raffaella. Tant és així que aquell mateix any protagonitza, juntament amb la cantant Mina, el Milleluci.
Ara, si bé l'èxit havia trucat a la porta de Raffaella Carrà i ella s'havia assegurat de demostrar que no era només una cosa passatgera, l'ambiciosa cantant, ballarina i presentadora volia demostrar que volia i podia aconseguir encara més.
La primera aparició de Carrà a la televisió espanyola va ser el 1975 a ¡Señoras y señores!, espai de Valeriu Lazarov per a TVE que va significar el començament d'una col·laboració duradora. La hora de Raffaella Carrà va ser un experiment reeixit i, una vegada més, la cantant italiana afermava el seu èxit més enllà de les seves fronteres d'origen. Però, com tots els europeus, Raffaella volia conquerir Amèrica. Ara bé, cap al final dels anys 70, una època en què els mitjans no gaudien de la simultaneïtat global que els atorguen actualment els satèl·lits artificials i internet, la concreció de l'èxit gairebé feia obligatòria la presència física.
També va dur alguns dels seus èxits a Catalunya, per exemple, en un concert a la discoteca Paladium de Platja d'Aro el 1977.

### Dècada de 1980
Durant els anys vuitanta va continuar presentant diversos programes a la RAI i a Canale 5. També arribaria el 1980 la idea d'una coproducció entre diverses cadenes de TV filmades a cinc capitals del món. Així, cada empresa produiria un especial i seria copropietari dels altres quatre. Ciutat de Mèxic, Moscou, Roma, Buenos Aires i Londres van ser les cinc ciutats elegides i entre quadre i quadre se'n mostraven els carrers i llocs més significatius, tot plegat articulat amb les actuacions de convidats de cada lloc, cosa que li donava un sentit més autòcton a cadascun dels programes especials. Durant 1983 i 1984 reprèn la seva carrera a Itàlia amb discs i nous programes de TV. Els executius de la RAI, a través de la inventiva del guru mediàtic i exparella de Raffaella Gianni Boncompagni, encomanen a la Carrà el que serà una revolució en la TV a escala global.

### Dècada de 1990
A començament dels anys noranta es trasllada a Espanya, on entre 1992 i 1994 presenta l'espai de TVE ¡Hola Raffaella!, una emissió setmanal a què després s'afegiria A las 8 con Raffaella (1993) en forma de magazín diari. La popularitat obtinguda li fa obtenir el premi TP d'Or de 1993 a la millor presentadora. Posteriorment va ser fitxada per Telecinco per presentar En casa con Raffaella (1995), una vegada finalitzat el seu contracte amb TVE. Després va tornar a Itàlia per presentar Carràmba! Che sorpresa (1998-2003).
El ritme alegre i desinhibit dels seus temes va marcar una època per a la música disco de començament dels vuitanta al món de parla italiana i hispanoparlant. Entre els seus temes més famosos destaquen «Festa», «A far l'amore comincia tu», «Che dolor!», «Rumore» i «Caliente, caliente». També va tenir un gran èxit amb el tema «Tuca tuca», escrit pel seu company sentimental i col·laborador de molts anys, Gianni Boncompagni. Va establir també una llarga relació amb Sergio Japino.

### Més enllà del 2000
Raffaella Carrà va continuar presentant programes televisius al seu país natal, com The Voice of Italy des del 2013, a més de fer aparicions a la televisió de diversos estats hispanoamericans. Va tornar a aparèixer de nou a Espanya el desembre del 2006 a la gala de celebració dels 50 anys de TVE, gravada el 25 de novembre i emesa el 7 de desembre. L'artista italiana va ser l'encarregada de presentar la gala Salvemos Eurovisión que va oferir TVE el 8 de març del 2008 i que va servir perquè els espectadors elegissin el representant espanyol per al concurs d'Eurovisió. Finalment l'elegit fou l'histriònic Rodolfo Chikilicuatre, interpretat per David Fernández Ortiz.
Va morir a Roma el 5 de juliol de 2021, als 78 anys.

## Discografia italiana (àlbums d'estudi)
(alguns d'aquests títols van tenir també edició espanyola, argentina,alemanya, francesa i mexicana)
- Raffaella (1970)
- Raffaella Carrà (1971)
- Raffaella... Senzarespiro (1972)
- Scatola a sorpresa (1973)
- Milleluci (1974)
- Felicità tà tà (1974)
- Rumore (1975)
- Forte forte forte (1976)
- Ραφαέλα καρρα εώον (1977)
- Fiesta (1977)
- Raffaella (1978)
- Applauso (1979)
- Mi spendo tutto (1980)
- Raffaella Carrà ’81 (1981)
- Raffaella Carrà ’82 (1982)
- Fatalità (1983)
- Bolero (1984)
- Fidati (1985)
- Curiosità (1986)
- Raffaella (1988)
- Inviato speciale (1990)
- Raffaella Carrà (1991)
- Hola Raffaella (1993)
- Carramba che rumba (1996)
- Fiesta(1999)
- Replay: The Album (2013)
- Ogni volta che è Natale (2018)